# Wright Rock
Wright Rock är en ö i Australien. Den ligger i delstaten Tasmanien, i den sydöstra delen av landet, omkring 370 kilometer norr om delstatshuvudstaden Hobart.